# Julius Schaxel

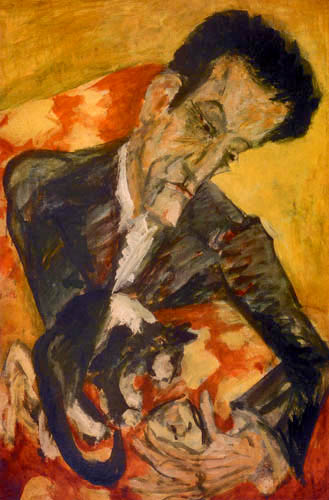
Prof. Schaxel mit Katze (1917/1918) von Ernst Ludwig Kirchner

Julius Christoph Ehregott Schaxel (* 24. März 1887 in Augsburg; † 15. Juli 1943 in Moskau) war ein deutscher Zoologe und Entwicklungsbiologe.

## Leben
Julius Schaxels Vater war ein Kupferschmiedmeister in Augsburg. Schaxel studierte Biologie, Philosophie und Psychologie ab 1910 in Jena bei Ernst Haeckel, später in München bei Richard Hertwig. Er wurde 1909 an der Universität Jena bei Ludwig Plate zum Dr. phil. promoviert. Die Habilitation erfolgte 1912 ebenfalls in Jena. Er war von 1918 bis zu seiner Emigration 1933 außerordentlicher Professor für Zoologie in Jena und Leiter der Anstalt für experimentelle Biologie.

## Wissenschaftliches Werk
Schaxel arbeitete vor allem an Fragen der Entwicklungsbiologie und Theoretischen Biologie. Nach seiner Habilitation 1918 gründete er mit finanzieller Unterstützung der Carl-Zeiss-Stiftung ein eigenes Institut an der Universität Jena, die „Anstalt für experimentelle Biologie“. Hier forschte er vor allem über die Entwicklung des Axolotl. Er versuchte mithilfe der Axolotl-Studien eine eigene Theorie für die sich gerade konstituierende Entwicklungsbiologie zu entwerfen. Hierbei grenzte er sich gegen die Ansätze von Wilhelm Roux und Hans Driesch ab. Mit Hans Driesch führte er eine Kontroverse über das Wesen der ontogenetischen Entwicklung von Lebewesen.
Schaxel gehörte zu den ersten Verfechtern einer theoretischen Biologie. Allerdings ging es ihm weniger um eine Mathematisierung der Biologie, sondern vielmehr um die Erarbeitung eines philosophisch konsistenten Theoriengebäudes. Insofern ist sein Ansatz eher mit der heutigen Philosophie der Biologie als mit der heutigen theoretischen Biologie zu vergleichen. In seinem Buch Grundzüge der Theoriebildung erarbeitete Schaxel ein Programm für eine theoretische Biologie, das auf seiner historisch-kritischen Analyse des zeitgenössischen Theoriebestands aufbaute. Als besonders erfolgreich und wichtig erwies sich die von ihm herausgegebene Schriftenreihe Abhandlungen zur theoretischen Biologie, deren Ziel es war, ein Forum für die in Grundzüge der Theoriebildung in der Biologie angeregte Diskussion zu bieten. Zwischen 1919 und 1931 erschienen 31 Monographien in der Reihe. Die Autoren setzten sich aus etablierten Wissenschaftlern und jungen, viel versprechende Forscher zusammen. So publizierten u. a. Hans Driesch, Hans Przibram, Paul A. Weiss, Valentin Haecker, Kurt Lewin, Ludwig von Bertalanffy und Alexander Gawrilowitsch Gurwitsch in den Abhandlungen. Weiterhin hatten Emil Abderhalden, Emanuel Rádl, Wilhelm Roux, Hans Spemann und Sinai Tschulok Beiträge angekündigt.
Seine letzte wissenschaftliche Arbeit in Deutschland publizierte Schaxel in der ersten Ausgabe der von Rudolf Carnap und Hans Reichenbach neu gegründeten Zeitschrift Erkenntnis.

## Politische Einstellung
Schaxel trat 1918 der SPD bei, wo er zum linken Flügel zu rechnen war. Im Jahr 1923 wurde er unter der von SPD und KPD gebildeten Thüringer Landesregierung zum Regierungsrat im Thüringischen Ministerium für Volksbildung ernannt. Nachdem diese Regierung im gleichen Jahr unter Anwendung der Reichsexekution durch den Einmarsch der Reichswehr abgesetzt worden war, kehrte Schaxel an die Universität zurück, ließ sich beurlauben und besuchte zweimal die Sowjetunion, sowie das Institut für Sozialforschung in Frankfurt am Main. Er war freier Mitarbeiter der von Rjasanow geleiteten Marx-Engels-Gesamtausgabe und half in diesem Rahmen, die Dissertationsunterlagen von Karl Marx in Jena aufzufinden und zu kopieren.
Im Jahr 1924 gehörte Schaxel zu den Gründern der Urania Verlagsgesellschaft mbH, die, ähnlich wie der Kosmosverlag, eine Zeitschrift Urania, Kulturpolitische Monatshefte über Natur – und Gesellschaft und eine kleine, kostengünstige populärwissenschaftliche Schriftenreihe herausgab. Schaxel selbst publizierte einige dieser Bändchen. Anders als beim Kosmos sind die Schriften an den Interessen der Arbeiterbewegung orientiert. In der Heftreihe und der Zeitschrift Urania finden sich nicht nur naturwissenschaftliche und Artikel im Sinne des Marxismus, sondern auch reformpädagogische Ideen, Reiseberichte u. ä. Eine wichtige Beilage ist Der Leib, die Zeitschrift der proletarischen Anhänger der Freikörperkultur. Viele der Uraniaautoren mussten 1933 emigrieren oder wurden umgebracht. In der Erstausgabe der Urania-Zeitschrift 1924 publizierte er einen 1947 neu abgedruckten Betrag über „Leben und Form“.
Bereits am 18. April 1933 emigrierte er in die Schweiz. Nach dem Gesetz zur Wiederherstellung des Berufsbeamtentums wurde Schaxel 1933 wegen marxistischer Aktivitäten von der Universität entlassen. Am 3. November 1934 veröffentlichte der Deutsche Reichsanzeiger die dritte Ausbürgerungsliste des Deutschen Reichs, durch welche er ausgebürgert wurde. Am 13. Dezember 1934 wurde ihm wegen der jüdischen Herkunft seiner Frau die Doktorwürde von der Universität entzogen. Ab 1. Oktober 1933 war er in Leningrad. Dort trat er eine Stelle am Sewerzow-Institut für Evolutionsmorphologie der sowjetischen Akademie der Wissenschaften an. Anfang 1934 erfolgte der Umzug des Instituts nach Moskau. Nach einer zwischenzeitlichen Inhaftierung 1938 arbeitete Schaxel bis 1942 sowohl wissenschaftlich als auch im Widerstand. Hier gehörte er zum Nationalkomitee Freies Deutschland und unterzeichnete neben Wilhelm Pieck, Walter Ulbricht, Rudolf Breitscheid, Johannes R. Becher und Heinrich Mann den Aufruf für die deutsche Volksfront. Im Jahr 1943 verstarb er in einem Sanatorium nahe Moskau. Die genauen Umstände seines Todes liegen im Dunkeln.

## Schriften (Auswahl)
Aufsätze
- Die Morphologie des Eiwachstums und der Follikelbildung bei den Ascidien. Ein Beitrag zur Frage der Chromidien bei Metazoen. In: Archiv zur Zellforschung, Bd. 4 (1909).[4]
- Das biologische Individuum. In: Erkenntnis. An international journal of analytic philosophy, Bd. 1 (1930/31), S. 467–492, ISSN 0165-0106[5]
- Bergsons Philosophie und die biologische Forschung. In: Die Naturwissenschaften, Bd. 1 (1913), Heft 33, S. 795–796, ISSN 0028-1042.
- Darwinismus und Marxismus. Ein Beitrag zur wissenschaftlichen Voraussetzung des Sozialismus, in: Otto Jenssen, Der lebendige Marxismus. Festgabe zum 70. Geburtstage von Karl Kautsky, Jena 1924, S. 485–500.

Monographien
- Die Leistungen der Zellen bei der Entwicklung der Metazoen. Gustav Fischer, Jena 1915.
- Über die Darstellung allgemeiner Biologie. Borntraeger, Berlin 1919. Digitalisat
- Grundzüge der Theorienbildung in der Biologie. 2. Aufl. Gustav Fischer, Jena 1922 (Digitalisat).
- Die allgemeine und experimentelle Biologie bei der Neuordnung des medizinischen Studiums. Gustav Fischer, Jena 1921.
- Untersuchungen über die Formbildung der Tiere. Erster Teil: Auffassungen und Erscheinungen der Regeneration (Arbeiten aus dem Gebiet der experimentellen Biologie; Heft 1). Bornträger Verlag, Berlin 1921.
- Grundzüge der Theoriebildung in der Biologie. 2., neubearb. und verm. Auflage. Gustav Fischer, Jena 1922.
- Entwicklung der Wissenschaft vom Leben. Urania Verlagsgesellschaft, Jena 1924.
- Das Geschlecht. Seine Erscheinungen, seine Bestimmung, sein Wesen bei Tier und Mensch. Urania Verlagsgesellschaft, Jena 1926.
- Das Weltbild der Gegenwart und seine gesellschaftlichen Grundlagen. Urania Verlagsgesellschaft, Jena 1932 (Digitalisat).